# La fée aux fleurs
La Fée aux fleurs (o La Fée des fleurs) és una pel·lícula muda francesa de fantasia dirigida per Gaston Velle, produïda per Pathé Frères i estrenada el 1905 (1904 segons Georges Sadoul).

## Sinopsi
Una noia jove i bonica amb un vestit de marquesa Pompadour està fent créixer flors espontàniament a la seva finestra, utilitzant una regadora màgica.

## Fitxa tècnica
- Dirigit per: Gaston Velle.
- Fotografia i efectes especials: Segundo de Chomón
- Productora: Pathé Frères
- Gènere: escena a trucs
- Durada: 1 minut 30 segons
- Format: Acolorit amb plantilla